# 關東大地震
關東大地震（日语：〔〕／ Kantō dai jishin ?）是一場在1923年（大正12年）9月1日於當地時間在上午11點58分，發生在日本關東平原的強烈地震災害，矩震級是8.1，震源深度為15公里到25公里，震央位在神奈川縣相模灣的伊豆大島外海，屬於上下震動型的強烈地震。
該次地震影響範圍包括了東京府（今東京都）、神奈川縣、千葉縣以及靜岡縣。該次地震持續的時間眾說紛紜，大約是4到10分鐘。但是主震發生之後，在日本時間中午12點01分和03分又分別發生規模為7.3與7.2的餘震；這3次地震的時長合計持續5分鐘以上。
該次地震對東京和橫濱2個日本巨大城市都造成了毀滅性的破壞，受災範圍廣及整個關東地方。關東大地震的破壞力相當驚人，將距離震央超過60公里、重達93公噸的鎌倉大佛塑像震到向前位移約2英尺。

## 關東大地震的預知争论
1905年今村明恆發表文章，表示在未來50年內東京和周圍關東地方將會發生巨大地震，並造成超過10萬人死亡，因此主張採取預防措施；但此說法遭到另一位地震學家大森房吉批評造成人心不安。不過，今村明恆所擔心的狀況在1923年成為事實，關東大地震摧毀東京和鄰近的關東地方，超過10萬人死亡。

## 傷亡
- 罹難人數、失蹤人數有：大約14萬2千8百人（官方統計罹難者約105,000人）
- 死於關東大屠殺（英语）：大約數百至6000人
- 避難人數有：至少190萬人以上
- 倒塌建築物：大約為12萬8,266棟
- 火災燒毀的建築物數量：大約44萬7,128棟

關東大地震罹難人數估計大約有100,000人到142,000人（包括大約40,000人失蹤，被推定都已經罹難）之間。這是大日本帝國期間最嚴重的自然災害。根據在鹿島建設的研究報告顯示，截至2005年9月，總共有105,000人證實死於關東大地震。

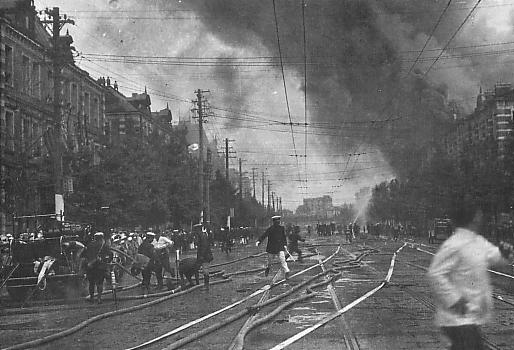
關東大地震發生之後的丸之內

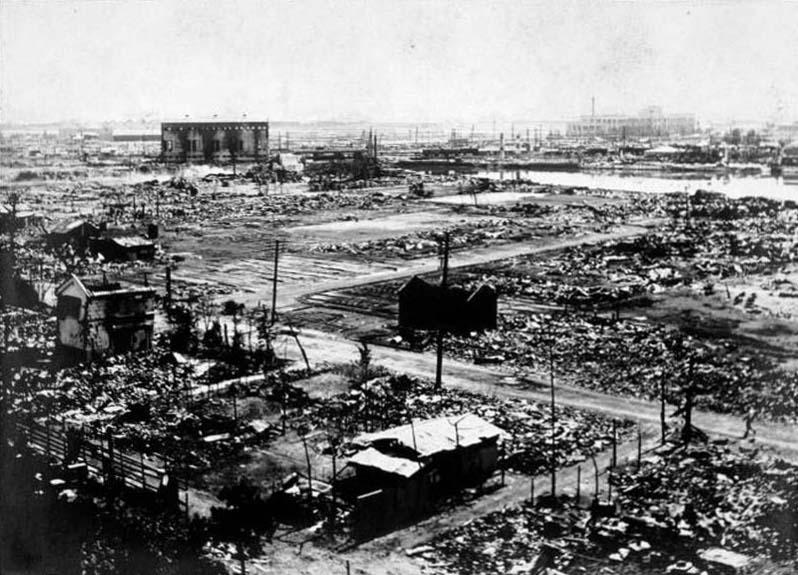
遭到地震摧毀的橫濱市區

由於關東大地震發生在中午，當時許多人正在煮飯，導致許多地方都發生了大火，許多被壓在廢墟、瓦礫中的倖存者都被活活燒死。由於日本北部能登半島附近沿海的颱風帶來的強風，導致大火迅速蔓延，席捲整個城市，即使是幸運逃脫地震災難的人，也被大火濃煙熏倒，甚至也被烈火燒死，關東大地震時間並不長，可是地震之後的大火卻一連燒了三天三夜，但凡易燃、易爆物品，不是發生了大爆炸，就是火焰沖天。有人因為腳陷在熔化的柏油路裡而罹難，逃難的人群擁向室外的空曠地帶，街道、廣場、公園、海灘、學校的操場等地，一時間擠滿了人。然而烈火蔓延之快，超出了人們的想像，最大單一傷亡災難發生在陸軍本所被服廠跡地（現在的横網町公園），當時大約有38,000人擠進東京市中心這一個空曠的空地，然而火勢卻迅速包圍這裡，最後被引起的火災旋風燒死，或者被倉皇逃生的人群踩死。東京等地的消防隊尽数出動，準備與火魔搏鬥，但是由於地下自來水管道都被破壞，根本找不到水源。消防隊員自然無法赤手空拳與大火搏鬥，消防車和救護車進入火場之後都寸步難行。
東京皇宮在地震之後也發生了火災，但是大正天皇安然無恙。當關東大地震發生的時候，大正天皇和貞明皇后正在日光，因此也沒有任何危險。這場地震也造成了多位皇室成員罹難，年僅17歲的閑院宮載仁親王第四個女兒寬子女王、身在藤澤市的東久邇宮稔彦王第二個兒子師正王與鎌倉的賀陽宮邦憲王第二個女兒佐紀子女王都因為房屋倒塌而罹難。
東京市區內許多建築物都遭到了嚴重破壞，包括淺草的凌雲閣在內。而興建中的丸之內內外大樓崩塌，導致讓300多名員工被壓死。大藏省、文部省、內務省、外務省、警視廳等政府機構建築物、帝國劇場、三越百貨日本橋本店、文化與商業設施都遭到了巨大的破壞，作為銀座標誌的銀座磚瓦街也遭到了震毀，原本的西洋風街道和洋房就變成了瓦礫堆。位於在神田神保町的東京帝國大學圖書館與松廼舍文庫也發生火災，許多重要書籍都遭到了焚毀。
這場地震也造成山崩，許多房屋遭到掩埋或是被沖走，尤其是在神奈川縣西部沿海的山區和丘陵地區，報告顯示大約有800人罹難。在小田原市西部根府川村的火車站根府川站，山崩將一列搭載超過100名旅客的列車與整個車站和村莊都被推入了海中。巨大海嘯在幾分鐘之後就到達部分的海岸地區，侵襲了相模灣海岸、房總半島、伊豆群島和伊豆半島東海岸。並且也紀錄到浪高10公尺的巨大海嘯，巨大海嘯還導致了鎌倉市沿岸有100人罹難，江之島堤道則有50人罹難。當時英國文學學者暨文藝評論家廚川白村在鎌倉也因巨大海嘯而罹難。在這場地震中總共超過有570,000間房屋遭到毀壞，並且有1,900,000人無家可歸。一些民眾搭乘船舶遠離關東地區，疏散到關西地區的神戶。關東大地震的破壞估計造成有10億美元以上的損失（在當時的貨幣價值衡量）。關東大地震之後總共記錄到有57次的餘震。
在地震發生的時候，正好有一個強大的颱風襲擊東京灣地區。一些科學家，包括美國國家氣象局C·F·布魯克斯認為颱風導致大氣壓力減少，加上海上的風暴潮導致壓力也突然的增加，對一個已經充滿斷層的地方也很有可能是引發大地震。地震和颱風估計總共造成有99,300人罹難，另外總共有43,500人失蹤。

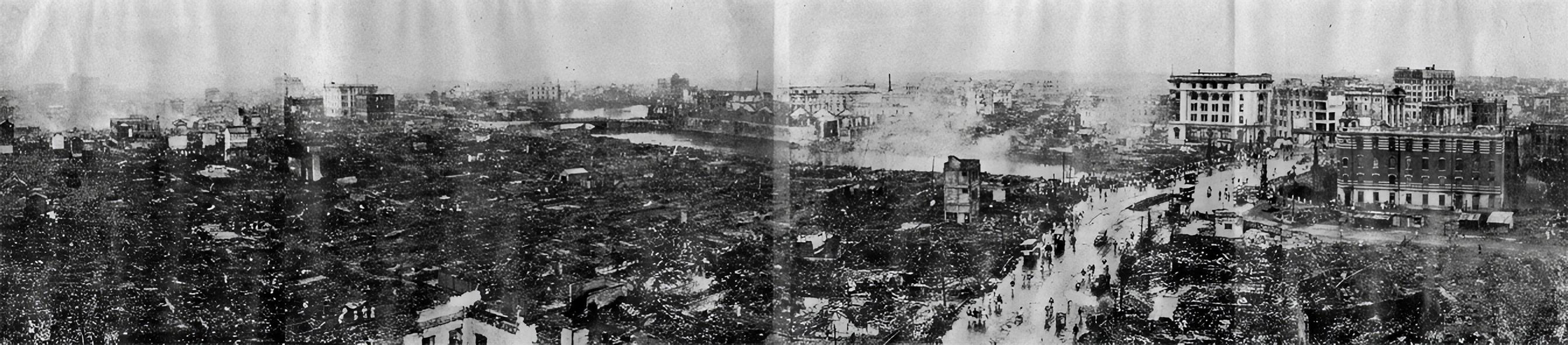
從東京京橋俯瞰地震之後的日本橋與神田

## 援助

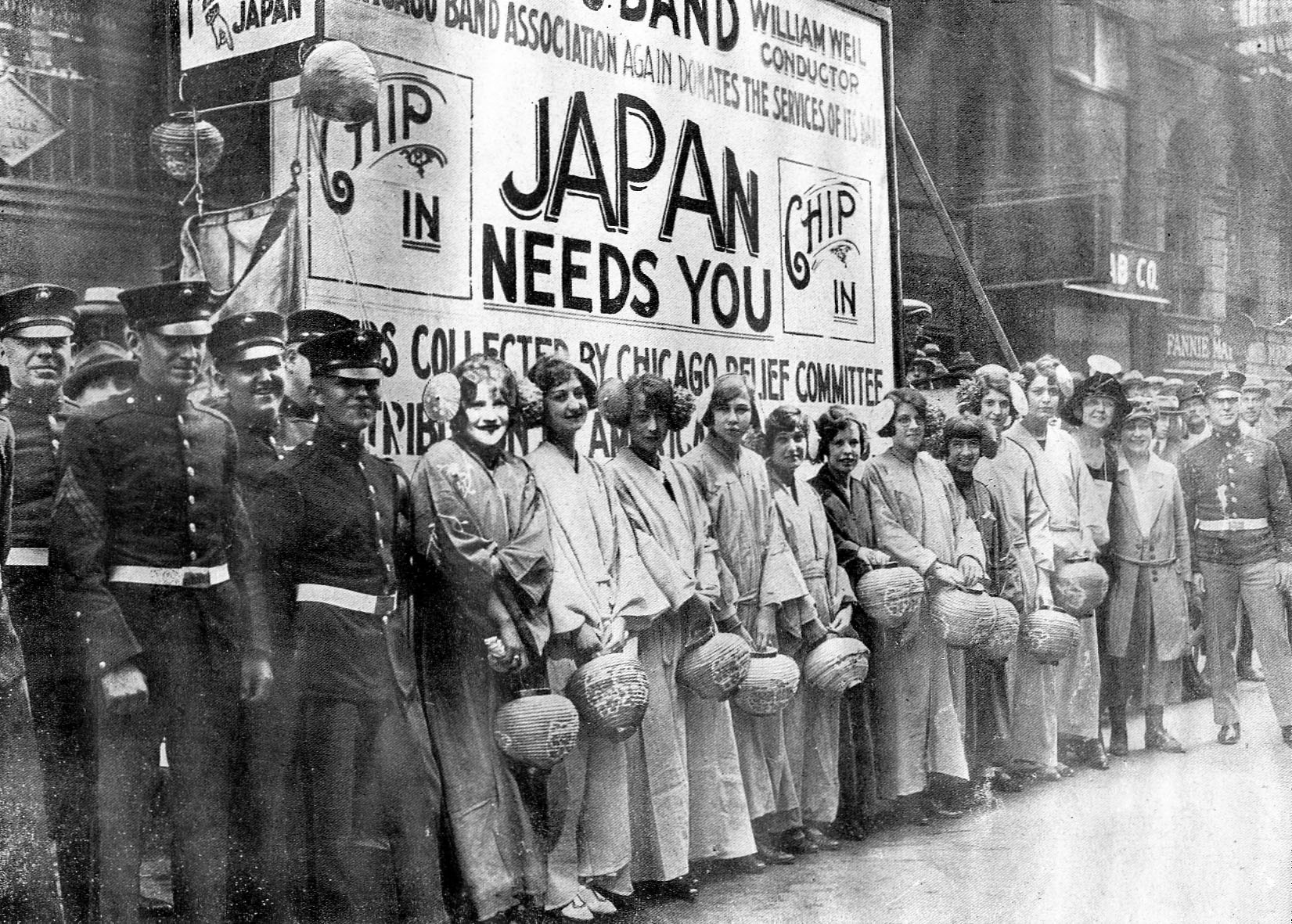
美國芝加哥地震募款活動

在關東大地震發生之後，許多國家提供醫療用品與捐款予日本政府。美國、英國、中國、奧地利、德國、比利時和秘魯等國都捐獻救災物資。
中华民国北洋政府在地震發生後立即派出救援队，也是当时第一个抵达灾区的国际援助队。當時海军李鼎新总长调派军舰两艘，载运粮食急驶往横滨拯救灾民，并电上海总商会召集巨商及慈善机关，设法捐助大批款项汇东急赈。闻总商会已议定派商船十只，载运食物、药品分赴东京、横滨、神户等处接济。北平、天津、成都等地成立救灾团体，演艺界筹款筹物，梅兰芳还进行了义演，红十字会救护队赴日救灾。
前清朝皇帝溥儀在得知地震消息後，立即表示要捐款給日本政府。根據溥儀外籍帝師莊士敦回憶錄的紀錄，溥儀回應道：“並沒有什麼政治動機，我們真正對日本感到同情。”

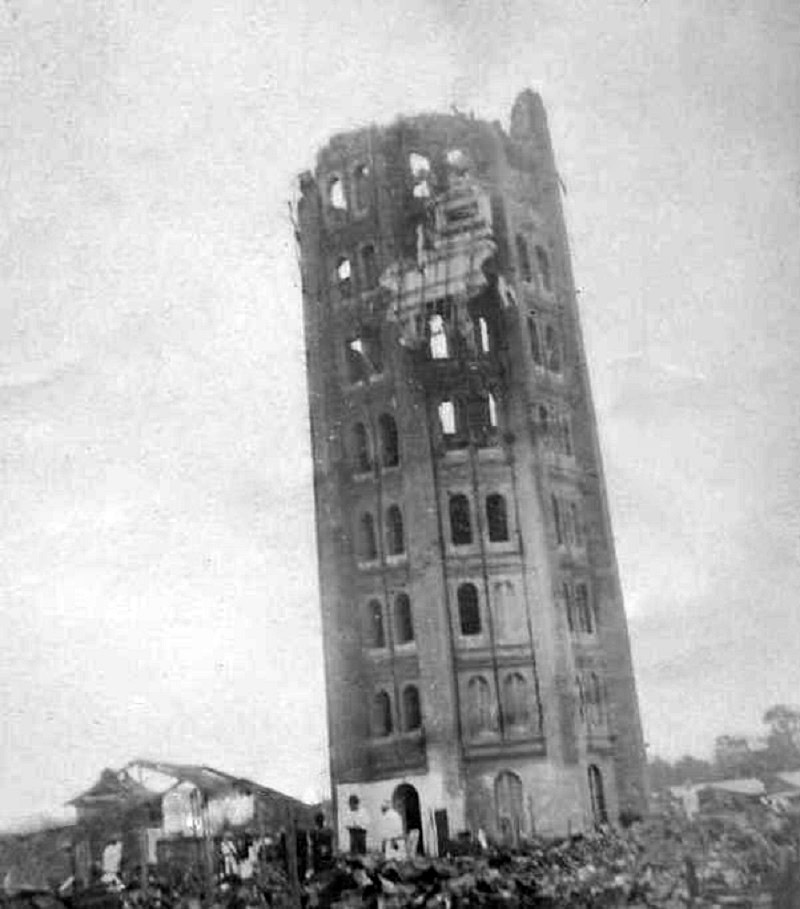
位於淺草的凌雲閣在大地震發生後遭到嚴重破壞

墨田區的横網町公園在關東大地震中估計有38,000人死於火災旋風。目前在該公園內設有佛教風格的紀念館暨博物館，紀念館內陳列一個台灣佛教徒捐贈的鐘，又建有「東京都慰靈堂」及「關東大地震朝鮮人犧牲者追悼碑」，分別紀念第二次世界大戰期間東京大空襲的受害者，與遭到私刑殺害的朝鮮人。

## 影響

### 震災後的不景氣
由多家事業所廠房嚴重損壞所導致的失業人口激增，加上政府政策處理上的問題，引致1927年的昭和金融恐慌。

### 耐震建築與不燃化
在震災中，大部份磚造房屋倒塌毀壞，且當時以鋼筋混凝土建造的建築物為數不多。其中，由建築師内藤多仲設計，在震災發生前三個月完工的日本興業銀行總行基本上沒有損壞，成為各界高度關注耐震建築的標準。
1924年（大正13年），大日本帝国政府改正了原本1919年公布，並於次年開始施行的《市街地建築物法》，成為日後《建築基準法》的標準。
由震災造成的火災引燃了密集的木造建築，導致當地傷亡慘重，因此於災後重新進行行政區劃整理。在地震發生之後，後藤新平組織了一個涵蓋東京的公路、鐵路和公共服務等網絡的重建計劃，東京市內的公園全部被作為可以容納民眾避難的處所，並為公共建築物制定嚴格的建築標準。
鐵道省汲取木造車廂被燒毀的教訓，研發較安全的鋼製車廂，並於1927年全面更換。

### 遷都討論
東京在受到這次大地震的破壞後，一些政府官員曾考慮遷都其他地方的可能性，甚至討論到新首都的可能地點（包括京城府近郊的龍山、加古川與八王子市等地），但是後來在9月12日復興東京的詔書宣佈後，遷移首都的構想遭到否決。不過震災導致大量人口移居大阪，使得1920年代大阪人口一度超越東京。詳見大大阪時代。

### 文化傳播
谷崎潤一郎等關東圈文化人士移住到阪神地區；因震災而失業的東京天婦羅職人移居日本各地；關西風的黑輪開始在關東傳播。

### 军事
尚在横须贺海军工厂改裝中的「天城号航空母舰」从船台上倒下，龙骨移位并严重损毁，最终被迫废弃拆解。
日本為緩和國內壓力，彌補國內的資源不足，從而加速醞釀已久的大陸政策，透過侵略中國來攫取更多資源。

### 海外
美國設計師法蘭克·洛伊·萊特計算東京帝國飯店可以承受地震侵襲，但事實上該建築仍受震災影響；不過因為該建築承受之地震作用力仍在預期內，所以持續使用到1968年為止。美國駐日大使館在地震中遭破壞，導致美国驻日大使賽勒斯·伍茲搬到飯店辦公。

### 防災日
日本政府在1960年宣布9月1日為一年一度的「防災日」（當天也是關東大地震37週年），提醒人們準備預防地震災害的重要性；在每年的這一天，日本各地學校會默哀地震所造成的傷亡，並進行防災避難演練。

## 相關作品
由秋本治所創作的漫畫作品《烏龍派出所》（日語：こちら葛飾区亀有公園前派出所）內的在十二樓見，十二樓即是位於東京市淺草區的12層塔狀西式建築，又稱「凌雲閣」、「淺草十二層」。1923年9月1日，關東地區發生嚴重地震，令建築物的8層以上建築倒塌。因持續的人流減少而令經營困難，同年9月23日決定將其爆破拆除。遺址其後建成淺草東映電影院。
日本電視劇阿信劇中有描述到關東大地震對其家庭造成的災難性影響。
日本吉卜力工作室（宮崎駿導演）電影動畫「風起」男主角搭火車途中遭遇關東大地震，簡單幾聲大地的咆嘯與看不見邊際的火海，就令人為之震撼。劇中無深入著墨於災難過程，而是以無表情的幾句對話道出身在其中的無力感。隨後畫面亦藉由「龜八銀行」人潮點出因第一次世界大戰後與關東大地震所間接導致的「昭和金融恐慌」。

## 紀念設施
- 關東大地震紀念碑
- 東京都慰靈堂

## 外部連結
- 「1923年關東大地震」平成18年7月中央防災會議専門調査會報告書
- 關東大地震照片（国立科学博物館地震資料室）
- 特集：關東大地震 （页面存档备份，存于）（鹿島建設）
- 關東大地震照片與地圖
- 東京關東地方大地震大正12年（1923年）9月2日～5日記録（兵庫縣篠山市）
- 關東大地震照片資料（京都府立綜合資料館）
- 大地震資料美國地質調査所）
- 關東大地震資料 （页面存档备份，存于）Online photo gallery by A. Kengelbacher
- 關東大地震資料影片 （页面存档备份，存于）
- 關東大地震 （页面存档备份，存于）A Brown University Library Digital Collection
- USGS地震資料

35°06′N 139°30′E / 35.1°N 139.5°E